# A Wright Christmas
A Wright Christmas é o primeiro álbum natalino da cantora canadense de country music Michelle Wright, sendo lançado em 25 de outubro de 2005 pela  Icon Records.

## Faixas
1. "Have Yourself a Merry Little Christmas" (Ralph Blane, Hugh Martin) - 4:21
2. "Jingle Bell Rock" (Joe Beal, Jim Boothe) - 2:10
3. "Joy To The World" (George Handel, Isaac Watts) - 4:08
4. "I Know Santa's Been Here" (Patricia Conroy) - 2:00
5. "Little Drummer Boy" (Katherine Davis, Henry Onorati, Harry Simeone) - 3:35
6. "Rudolph the Red-Nosed Reindeer" (Johnny Marks) - 3:22
7. "The Christmas Song" (Mel Tormé, Robert Wells) - 3:42
8. "Silent Night" (Franz Gruber, Joseph Mohr) - 4:12
9. "Go Tell It on the Mountain" (Traditional) - 2:52
10. "Winter Wonderland" (Felix Bernard, Richard Smith) - 3:38
11. "O Come All Ye Faithful" (Frederick Oakeley, John Francis Wade) - 3:24
12. "White Christmas" (Irving Berlin) - 3:22